# Streber (fisk)
För andra betydelser, se Streber.
Streber (Zingel streber), en fisk i familjen abborrfiskar som finns i många av Centraleuropas större vattendrag.

## Utseende
En långsträckt art med lång, slank stjärtspole och två tydligt åtskilda ryggfenor, varav den främre endast har taggstrålar. Munnen har överbett. Kroppen är gulbrun med ett antal breda, mörka tvärband. Även kinderna är fjällbeklädda. Längden kan nå upp till 22 cm, även om den oftast inte blir mycket längre än 12 cm. Arten är lik den nära släktingen zingel, men strebern är slankare, har mindre betonat överbett och är randig snarare än spräcklig.

## Vanor
Strebern trivs i snabbt strömmande vattendrag med stenbotten, och är känd för att kunna hålla sig kvar i flodbädden även under mycket kraftiga strömförhållanden. Det är en nattaktiv art, som lever av olika ryggradslösa djur.

### Fortplantning
Arten leker i mars till maj på grusbotten, då honan kan lägga upp till 3 000 ägg. I samband med leken får arten en metalliskt grön färgteckning.

## Utbredning
Strebern finns i östra Centraleuropas flodsystem (framför allt Donau och Dnjestr) från Sydtyskland i väster till Svarta havet i öster samt Tjeckien i norr till Serbien och Bulgarien i söder.

## Status
Arten är klassificerad som livskraftig ("LC") av IUCN, och det anses möjligt att beståndet ökar. Den var tidigare (före 2008) klassificerad som sårbar ("VU"), men denna beteckning har alltså mildrats. De tidigare hoten, föroreningar och dammutbyggnad, har minskat i så pass hög grad att det anses motivera den nya klassificeringen.